# Sulakshana Pandit
Sulakshana Pratap Narain Pandit (12 de julio de 1954) es una cantante de playback o de reproducción y actriz india, ganadora de los premios Filmfare. Sus hermanos son los integrantes del dúo Jatin Lalit y su hermana menor, Pandit Vijeta, que alcanzaron fama con su debut en la película Love Story. Su tío es el cantante de música clásica Pandit Jasraj.

## Carrera
Su carrera se inició en la década de los años 70 y principios de los 80. Como protagonista trabajó con Jeetendra, Sanjeev Kumar, Kapoor Shammi, Amitabh Bachchan, Rajesh Khanna, Vinod Khanna, Rishi Kapoor, Raj Babbar, y Rakesh Roshan. Su carrera como actor comenzó cuando participó en la película "Uljhan" con Sanjeev Kumar.
En la película Sankoch Anil Ganguly (1976), basado en la novela "Parineeta" interpretó a Lolita. Algunos de sus exitosas películas populares son Uljhan, Hera Pheri, Apnapan, Sankoch, Khandaan, Raaz, ladrón de Bagdad, Chehre Pe Chehra, Kanta Dharam y Waqt Ki Deewar.
También actuó en una película bengalí Bondie, donde fue emparejada frente Uttam Kumar.
Su carrera como cantante inició cuando era una niña, cantando las canciones populares de Saat Samundar Paar, junto con Lata Mangeshkar en la película "Taqdeer" de 1967. A partir de entonces, contó la colaboración de músicos famosos como Hemant Kumar y Kishore Kumar. Ella cantó en hindi, bengalí, marathi, oriya y gujarati. Algunas de sus canciones más populares se listan en la "Filmografía".

## Filmografía

### Como cantante
| Año           | Película                 | Canción                         | Notas |
| ------------- | ------------------------ | ------------------------------- | ----- |
| 1971          | Door Ka Raahi            | "Beqarar-e-dil Tu Gaaye Ja"     |       |
| 1975          | Chalte Chalte            | "Sapnon Ka Raja Koi"            |       |
| 1975          | Uljhan                   | "Aaj Pyare Pyare Se Lagte"      |       |
| 1975          | Sankalp                  | "Tu Hi Saagar Hai Tu Hi Kinara" |       |
| 1976          | Sankoch                  | "Bandhi Re Kahe Preet"          |       |
| 1977          | Apnapan                  | "Somwar Ko Hum Mile"            |       |
| 1979          |                          |                                 |       |
| Griha Pravesh | "Boliye Surili Boliyaan" |                                 |       |
| 1980          | Thodisi Bewafaii         | "Mausam Mausam Lovely Mausam"   |       |
| 1980          | Sparsh                   | "Khaali Pyala Chhalka"          |       |
| 1981          | Ahistaa Ahistaa          | "Mana Teri Nazar"               |       |
| 1981          | Saajan Ki Saheli         | "Jiske Liye Sab Ko Chhoda"      |       |

### Como actriz
| Año  | Película         | Caracteres/personaje | Notas |
| ---- | ---------------- | -------------------- | ----- |
| 1981 | Chehre Pe Chehra | Diana                |       |
| 1979 | Khandaan         | Usha                 |       |
| 1976 | Hera Pheri       | Asha                 |       |
| 1975 | Salaakhen        | Guddi/Seema          |       |
| 1976 | Bundal Baaz      | Nisha Sharma         |       |